# Dubrovniška republika
Dubrovniška republika je bila pomorska republika,  ki je obstajala od srede 14. stoletja do leta 1808 na ozemlju današnje južne Dalmacije.

## Nastanek in uveljavitev mesta
Čas nastanka Dubrovnika ni točno določen, ker velja, da so ga ustanovili grški trgovci že v antiki kot vmesno postojanko na poteh proti severu, na ozemlju že obstoječega ilirskega naselja. Starejša teorija postavlja začetek Dubrovnika v prvo polovico sedmega stoletja in povezuje nastanek mesta z zgodovino otoka, ki se danes imenuje Cavtat in je bil od 4. stoletja pr. n. št. grška kolonija z imenom Epidauros, nato pa pod Rimljani (od leta 228 pr. n. št.) kot Epitaurum . Selitveni val Slovanov leta 614 naj bi nekatere prebivalce pregnal iz tega otočnega naselja v zapuščene kaštelirske gradove v okolici, večina ubežnikov pa naj bi poselila bližnjo obalo in tako ustanovila mesto Dubrovnik. Po tej preselitvi naj bi začeli imenovati sam otok Civitas vetus (staro mesto), kar naj bi s časom postalo Cavtat. Po drugi razlagi naj bi ime izhajalo iz staroilirskega poimenovanja  Captal ali Zaptal. Potrebno je pripomniti, da je bila takrat Dalmacija razdeljena na več državic (Kraljevina Hrvatska, Neretvanska kneževina, Zahumlje, Travunja, Duklja idr), ki so jim vladali nasledniki slovanskih in avarskih prišlekov ter ostanki Ilirov, na obali pa so prevladovali latinski priseljenci, zato je prav poimenovanje otoka Cavtat nekakšen simbol zapletene etnične pripadnosti Dalmatincev, ki je še danes predmet preučevanja.
Ustanovitev mesta na sami obali je pomenilo vključitev prebivalstva v Bizantinsko cesarstvo, ki je tedaj držalo oblast nad celotno obalo Jadranskega morja.  
V začetku 9. stol. so se prebivalci Dubrovnika pričeli ukvarjati tudi s trgovino in Dubrovnik je postal glavni posrednik med Balkanskim polotokom in Italijo, s tem pa tudi tekmec Benetk. V času od 9. do 12. stoletja, zlasti pa v 13. stoletju, je bilo doseženo določeno ravnovesje s tem, ko se je Dubrovnik bavil pretežno s trgovino kovin (zlato, srebro in svinec), medtem ko je ostalo blago še vedno potovalo pod beneško zastavo. Ugodni trgovski pogoji so mesto širili in bogatili, s čimer je bizantinska oblast začela usihati. Proti koncu 12. stol. je bil Dubrovnik le še nominalno odvisen od Bizanca. Po padcu Bizanca (1204, četrta križarska vojna) je zmagovita Beneška republika od Duborvnika zahtevala, da formalno prizna njeno nadoblast, kar je trajalo od leta 1205 do 1358. Dubrovničani so to obdobje izkoristili za popolno ureditev in obnovo notranje administracije, ki se je v vsem zgledovala po beneški. Leta 1252 so ustanovili senat in že leta 1272 je bil odobren Dubrovniški statut, ki je istočasno ustavna listina državice, civilni kodeks in trgovinski kodeks.

## Ozemeljska širitev in gospodarski razcvet
Leta 1358, ko je morala Beneška republika odstopiti velik del svojih dalmatinskih posestev Kraljevini Ogrski (Zadarski sporazum), je Dubrovnik izkoristil priložnost za zasebni dogovor s kraljevino. V zameno za vazalsko odvisnost, plačilo letnega davka 500 dukatov in zavezništvo v pomorskih bitkah je Dubrovnik prejel popolno upravno avtonomijo. S tem je mala državica postala praktično samostojna. Gospodarska in politična ureditev ji je omogočila ozemeljsko širitev. Tako je leta 1333 kupila od srbskega carja Dušana mesto Ston in polotok Pelješac, Car Uroš pa ji je pozneje odstopil ozemlje ob srbsko-dubrovniški meji, od Ljute v Župi do Petrovega sela na zahodu. Sredi 14. stoletja je Dubrovnik utrdil svojo oblast nad Mljetom. Bosanski kralj Ostoja mu je prodal obrežni del od kraja Orošac do Stona. V 15. stoletju si je pridobil še Konavlje. S pridobitvijo oblasti nad vsemi temi pokrajinami je Dubrovnik dejansko postal neodvisen ter se je spremenil v mestno državo. Od srede 15. stoletja je Communitas Ragusina uradno postala Respublica Ragusina. Oblast so imeli v rokah domači plemiči; na čelu uprave so bili knez, Mali in Veliki svet in Svet naprošenih.
15. do 16. stoletje sta bila za Dubrovnik čas največjega razcveta. Trgoval je predvsem s srebrom, bakrom in svincem, a tudi z živosrebrovo rudo (cinabarit), soljo in začimbami. Izredni uspeh dubrovniške trgovine je treba pripisati mogočni floti in sposobnosti vodilne oligarhije, ki si je znala priboriti različne trgovinske ugodnosti. Po zgledu Benečanov so tudi Dubrovničani gojili diplomatske stike, saj so na višku svoje moči vzdrževali kar 50 konzulatov in ambasad. Bili so strogi branitelji katolištva in so zato sistematično razlaščevali posestva pravoslavnih vernikov. Nekatoliške osebe niso imele pravice do državljanstva, kar jim je seveda preprečilo vstop v državne službe in magistraturo. V pojmovanju trgovine kot najvažnejšega činitelja državnosti pa so celo prekosili Benečane. To se je pokazalo, ko so z veseljem sprejeli sefardske Jude, ki so bili po letu 1492 izgnani iz Iberskega polotoka, kljub temu, da so bili seveda nekatoličani – a so gotovo prispevali k razmahu mestne trgovine.
Najbližji sosed Dubrovnika so bili Turki, s katerimi je mala republika gojila tesne trgovske zveze. Obstaja več listin o teh trgovskih sporazumih; najvažnejša je iz leta 1442 in predvideva letno dajatev Dubrovničanov v zameno za prosto trgovanje in prehod preko Osmanskega carstva. Leta 1483, ko so Turki zavzeli skoraj vse ozemlje okoli Dubrovniške republike, so bili sporazumi potrjeni, vendar je bil letni davek močno povišan. Kljub temu je bila trgovina zelo živahna, saj je republika oskrbovala ogromno cesarstvo predvsem z živili, največ z žitom, rižem, kavo in sladkorjem. Dubrovniška republika je Osmanom leta 1699 celo odstopila dve majhni ozemlji (današnji Neum in Sutorino), kjer je mejila na Beneške posesti. S tem je postala enklava v Osmanskem carstvu in po romantičnem razumevanju nekaterih, katoliška izvidnica pri nevernih.

## Notranja uprava
O prvotni upravi naselja ni pisnih dokazov , vendar so zgodovinarji mnenja, da je bila oblast v rokah premožnih družin, ki so po begu iz Cavtata ustvarile komuno Communitas Ragusii. Administracija in ekonomija sta bili v rokah aristokracije, cerkvenih predstavnikov in bogatih trgovcev. S časom se je ta elita vedno bolj krčila, dokler niso leta 1332 imenovanje novih plemiških družin prepovedali. Tako je Dubrovniška republika postala aristokratska republika po zgledu Benečanov.
Glavni predstavniki oblasti so bili: knez (rektor), najvišji svet, nižji svet in senat.
Za časa beneške nadoblasti so Benetke vsaki dve leti imenovale rektorja z naslovom comes (grof ali knez), po letu 1358 pa je kneza imenoval dubrovniški Najvišji svet. Podobno kot beneški dož je bil tudi dubrovniški knez formalno najvišja državna oblast, a praktično popolnoma brez vloge pri državni upravi. Sprva so bili knezi izvoljeni za dobo enega leta, pozneje pa se je doba mandata postopoma krčila na šest mesecev, tri mesece in nazadnje na en sam mesec, tako da število dubrovniških knezov presega 5000 imen. Tako kratka doba uradovanja naj bi jamčila, da knez ne bi zlorabil oblasti za osebne koristi. Knezu je bilo prepovedano zapustiti svojo palačo (rezidenco) razen zavoljo državniških obveznosti, ko so ga povsod spremljali višji dostojanstveniki in deset osebnih stražarjev.
Najvišji svet so sestavljali polnoletni moški vseh aristokratskih družin. Svet je uradno deloval v času beneške nadoblasti, od leta 1235 pa do leta 1332, ko so skoraj vse njegove pristojnosti prešle na senat. Ostal je zadolžen samo za imenovanje kneza.
Nižji svet je bil izvršni organ najvišjega sveta oziroma senata. Sprva so ga sestavljali knez in 11 svetnikov, a počasi je število svetnikov upadalo, ker jim je senat prevzel skoraj vse funkcije, razen organizacije javnega reda in uradnih svečanosti.
Senat, ki se je sprva imenoval svet naprošenih po beneškem zgledu, je bil glavni politični organ Dubrovniške republike. V začetku so sestavljali svet naprošenih samo ugledni aristokrati, ki jih je najvišji svet vpraševal za mnenje. Pozneje so sestavljali besedilo zakonov, ki jih je svet samo formalno odobril. V šestnajstem stoletju so naprošeni postali senatorji in prevzeli praktično vso oblast. Senatorji so bili sprva imenovani za eno leto in so bili lahko spet imenovani po preteku dveh let. Pravilo o preteku dveh let je bilo kmalu ukinjeno, tako da so vsako leto so izvolili vedno iste senatorje. Prav s tem je nastala aristokratska republika, ki je bila – podobno kot v Benetkah – najbolj uspešna ureditev države v celotnem obdobju njenega obstoja.

## Zaton in konec samostojnosti
Zelo hud udarec za Dubrovnik je bil katastrofalni spomladanski potres 6. aprila 1667, ki mu je sledil še požar. Mesto je bilo skoraj v celoti uničeno, pomrlo pa je tri četrtine prebivalcev, vključno s knezom in večino aristokracije. Trgovske zveze so bile prekinjene, politična ureditev in mednarodni ugled sta bila uničena.  O katoliški izvidnici pri nevernih ni bilo več govora.
Po tem dogodku se je Dubrovnik le z največjo težavo izkopal iz težav; pri obnovi so mu pomagali Papeška država, Francija in Anglija. Dubrovniški trgovci so obnovili floto in ohranili strogo nevtralnost, tako da so uspešno trgovali po vsem Sredozemlju. Vendar pa politične razmere v Evropi niso bile ugodne za malo republiko. Najprej jo je leta 1798 zasedla Avstrija, nato jo je Bratislavski mir leta 1806 pripisal Francozom. Napoleon je 31. januarja 1808 zasedel ter formalno ukinil Dubrovniško republiko in jo vključili v Italijansko kraljestvo. Po 1809. je bilo ozemlje Republike vključeno v Ilirske province. Poskus obnove neodvisnosti po propadu francoske oblasti leta 1814 je spodletel in dunajski kongres je ozemlje skupaj s preostankom Dalmacije in Boko Kotorsko dodelil Avstrijskemu cesarstvu.

## Dalmatinski jezik
Kot je razvidno iz zgodovinskih podatkov, je bil Dubrovnik že od samega začetka večjezično mesto, saj so v njem prebivali in trgovali Grki, Rimljani in Slovani . Sporazumevali so se v lokalnem dalmatinskem jeziku, ki je bil nekakšno narečje latinskega in slovanskega izvora, medtem ko je bila grščina zelo zgodaj pozabljena. Prvi namig na dalmatinski jezik je najti v poročilu Giovannija Conversini iz Ravenne, ki je bil med letoma 1384 in 1387 uradnik pri Dubrovniški republiki, ko pravi, da se mora posluževati tolmačev pri občevanju s prebivalci. Najbolj znana omemba dalmatinskega jezika je v poročilu, ki ga je leta 1440 zapisal Filippo Diversi iz mesta Lucca, ki je v Dubrovniku poučeval latinščino. V poročilu tako opisuje rabo jezika pri sodnih razpravah: V sodnijskih uradih vsi govorci, to je tožilci, odvetniki, sodniki in konzuli, govorijo lokalni jezik, ki ni slovanski in niti jezik Italije, ki ga uporabljajo z nami, temveč je njihov jezik, ki ga mi Latinci ne moremo razumeti, če se ga nismo naučili. To poročilo je izredne važnosti, saj ugotavlja istočasni obstoj treh jezikov. V nadaljevanju poročila pravi, da je prva alternativa dalmatinski govorici prav slovansko narečje, ki je splošno udomačeno.
Še trideset let pozneje je dubrovniški senat razpravljal, kateri jezik naj se uporablja pri razpravah v svetu. Iz zapisnikov večkratnih zasedanj je razvidno, da je "dubrovniški jezik" podvržen velikim spremembam in da nastaja "novi dalmatinski jezik" s prispevki latinskega narečja (italijanščine) in predvsem slovanskega. Dubrovniški literat Elio Lamprodio Cerva, ki je živel na prelomu petnajstega stoletja v šestnajsto (1463 – 1520), je že prepričan, da je dalmatinski jezik samo spomin preteklosti.
Dubrovniški senat v svojih zapisnikih od začetka šestnajstega stoletja dalje redno imenuje slovansko narečje dalmatinščine "naš jezik". Uradne listine Dalmatinske republike pa vsekakor sestavljene v latinščini ali v italijanščini oziroma beneščini, ki je bila trgovski jezik Sredozemlja. Tudi razni poznejši viri (literati, politiki, cerkveni dostojanstveniki). soglasno izjavljajo, da je materni jezik dubrovničanov "slovansko narečje", medtem ko izobraženci in sploh moški uporabljajo latinščino v administraciji in italijanščino kot knjižni jezik. Pri tem je treba upoštevati, da je tukaj z italijanščino mišljena bodisi beneščina bodisi toskanščina, ki ju danes smatramo za dva različna jezika. Zanimiv je podatek, ki ga navajajo vsi avtorji, da ženskam ni bilo dovoljeno šolanje in so zato govorile samo slovanski jezik, medtem ko so moški ta jezik uporabljali samo za vsakdanje občevanje.
Nekateri zgodovinarji menijo, da je bila prav ta miroljubna jezikovna mešanica podlaga za bogat razcvet dubrovniške literature, ki zavzema pomembno mesto tako v hrvaški kot tudi v italijanski književnosti. Vendar je bila ta naravna dvojezičnost tudi vzrok za poznejše interpretacije zgodovine), ki so vodile v politične spopade med italijanskimi iredentisti in pripadniki hrvaškega narodnega preporoda. Nacionalistične razprave in obojestranski ekstremizem trajajo vse do danes.

## Kodeksi in literarna zapuščina
Glavni pisni dokazi o življenju v Dubrovniški republiki so njeni pravni kodeksi, oziroma zbirke zakonov, predpisov, uredb in ustaljenih navad. Najstarejši je Dubrovniški statut (Liber statutorum) v osmih knjigah, ki ga je leta 1272 dal sestaviti knez Marko Justiniani in velja za ustavo republike. Pozneje, leta 1410 je bila izdana Knjiga vseh sprememb (Liber omnium reformationum), leta 1460 Zelena knjiga (Liber viridis) in Rumena knjiga (Liber croceus), ki priobčujejo zakone od izdaje Statuta do aktualnosti. Razen teh kodeksov civilnega prava je bil v veljavi že leta 1277 Statut Dubrovniške carine, ki ga je dopolnili leta 1413 Novi carinski zakonik. Leta 1568 je izšel Zakon o pomorskem zavarovanju (Ordo super assecuratoribus)  in leta 1745 Predpisi Dubrovniške republike o državni plovbi.
Če upoštevamo, da Dubrovniška republika ni imela tiskarn in da je v 16. stoletju dala tiskati vsega 12 knjig, preseneča bogata literarna produkcija tega obdobja, ki se imenuje tudi zlata doba dubrovniške književnosti in traja do smrti njenega glavnega predstavnika Ivana Gundulića leta 1638. Književniki zlate dobe so pisali v latinščini, italijanskem narečju in slovanskem narečju. Tako Italijani kot Hrvati in celo Srbi (za Gundulića) pripisujejo njihova dela svoji književnosti. Zato so znani pod različnimi imeni, na primer:
- Ivan Bunić Vučić - Giovanni Serafino Bona (1592 – 1658), pesnik (slovansko narečje)
- Ilija Crijević - Elio Lampridio Cerva (1463 – 1520), pesnik in slovaropisec (latinščina)
- Marin Držić – Marino Darsa (1508 – 1567), dramaturg in pesnik (slovansko narečje)
- Gjivo Gundulić - Giovanni Gondola - Иван Гундулић (1589 – 1639), dramaturg in pesnik (slovansko narečje)
- Marko Marulić - Marco Marulo (1450 – 1524), pesnik (latinščina, slovansko narečje, italijansko narečje)
- Pavao Palatin – Paolo Paladini (1470 – 1510), pesnik (italijansko narečje)
- Junije Palmotić - Giunio Palmotta (1606 – 1657), dramaturg in prevajalec (slovansko narečje)
- Dinko Ranjina - Domenico Ragnina (1536 – 1607), pesnik (slovansko narečje, italijansko narečje)
- Juraj Šižgorić - Giorgio Sisgoreo (1440 – 1509), pesnik (latinščina)